# Walter Sacchetti
Walter Sacchetti (Reggio nell'Emilia, 18 aprile 1918 – Reggio nell'Emilia, 10 maggio 2007) è stato un politico, partigiano e sindacalista italiano.

## Biografia
Nasce a Montecchio Emilia il 18 Aprile 1918. Si iscrive al Partito Comunista d'Italia nel 1935; la sua attività antifascista lo conduce all'arresto nel 1939 ed alla condanna a dodici anni di carcere. Con la caduta del fascismo, viene liberato e nel 1943 si aggrega alle brigate Garibaldi che operano nel reggiano. 
Sindacalista attivo nella difesa dei diritti dei lavoratori, dal 1947 al 1955 è segretario della Camera del Lavoro-CGIL di Reggio Emilia. Viene eletto nelle file del Partito Comunista Italiano nella I e II legislatura alla Camera dei deputati, e nella III al Senato. Conclude il proprio mandato parlamentare nel 1963.
Successivamente è stato alla Presidenza delle Cantine Cooperative Riunite, con le quali ha fatto conoscere e valorizzato il vino Lambrusco anche negli Stati Uniti d'America. Si è interessato della Pallacanestro Reggiana fino a metà anni ottanta, poi alla Reggiana Calcio fino al 1993 in serie A, e poi alla pallamano fino al 2001. È stato imprenditore fino al decesso, avvenuto nel 2007.